# لغة مسمس
لغة مسمس هي لغة منقرضة كان يتكلم بها في غرب جوراجي، وهي إحدى اللغات السامية الإثيوبية. يوجد الكثير من الأشخاص الذين يدعون أن أصلهم من المسمس، لكن لا أحد يتحدث اللغة. أجرى فريق استقصاء اللغات مقابلة مع آخر متحدث للغة عندما كان ذو 80 عامًا تقريبًا. وكان لم يتحدث بلغة مسمس لمدة 30 عامًا، لأنه لا يوجد أي أحد ليحادثه بها منذ وفاة شقيقه.
انتقل شعب مسمس للتحدث بلغة الهدية . ولكنهم لا يزالون يحتفظون ببعض السمات الثقافية، بما في ذلك هندسة منازلهم.
أظهرت القاعدة النسبية أن لغة إنور هي الأقرب للغة مسمس من بين اللغات الجوراجية.

## ملحوظات
1. ↑  Ahland (2010), p. 88